# Бедуе
Бедуе (фр. Bédouès) насеље је и општина у јужној Француској у региону Лангдок-Русијон, у департману Лозер која припада префектури Флорак.
По подацима из 2011. године у општини је живело 291 становника, а густина насељености је износила 10,86 становника/km². Општина се простире на површини од 26,80 km². Налази се на средњој надморској висини од 560 метара (максималној 1.170 m, а минималној 540 m).

## Демографија
| 1962. | 1968. | 1975. | 1982. | 1990. | 1999. | 2011. |
| ----- | ----- | ----- | ----- | ----- | ----- | ----- |
| 209   | 168   | 156   | 177   | 194   | 299   | 291   |

График промене броја становника у току последњих година